# 勇退
勇退（ゆうたい）とは、高い功績を残した者が潔く役職を辞する事や、あるいは後進に道を譲る事などを目的にその役職から引退する事である。高齢や能力不足を名目にはしない引退全般に使われる。この他、長期にわたり華々しい成果を収めた製品の運用を終了もしくは販売を終了する際にも、勇退という表現が使われる。

## 概要
基本的には主に世代交代を促したり、組織の停滞を回避する目的などの理由で、功績者が自らの意思で引退する際に用いられる。特に自身の年齢や健康に対する判断から周囲に配慮する形で立場から退いたり、任期満了を期に職を辞する場合に、「多大な功績を残した人物である」とその周囲や他者が認識していればこう評されることが多いもので、用法としては引退する者が「勇退する」と自ら言うものではない。
一般的には、その分野・業界の発展拡大に関わる程の多大な功績を残した者や、あるいは高齢になるまで第一線で長年に渡って活躍し後進の育成にも携わった者の様に、周囲の関係者から引退が惜しまれる状況で用いられる。
この様に功績を残したベテランが引退する際に専ら用いられる言葉ではあるものの、最近のベンチャー企業の一部などでは、若い創業者が自ら立ち上げた企業で大々的な成功を為し、株式を市場に上場させるなどしたまではよかったものの、その後の業績低迷や他の有力株主・銀行などの意向によって30代程度の若さで形式的に「勇退」させられ、会長や顧問・相談役などの名誉職に追いやられる形で経営の第一線から遠ざけられる事も見られている。
人物の他、鉄道車両や航空機などでも知名度が高く、国民に永く愛された機種の運用終了に際して「勇退」という言葉が用いられる事がある。

## 競馬の世界における「勇退」
日本の競馬の世界において、勇退という言葉は、主に厩舎を管理する調教師がその免許を返上して、競馬活動から離れる際に用いられる。
現在行われている競馬競走の騎手の場合、体力的な理由などから一般社会の標準的な定年である60歳を超えて現役を続けた者は日本競馬史を見渡してもほとんどおらず、また、調教師、厩舎スタッフ（調教助手・厩務員など）への転身、あるいは転職のいずれかが引退後の進路となる事がほとんどであり、騎手からの引退がそのまま悠々自適の余生へと直結する者は限りなく少ない事から、勇退という言葉はほとんど使用されない。
なお、競馬の世界では、調教師は免許制による資格であるが、同時に優勝劣敗の厳しい勝負の世界に生きる厩舎の経営者でもある。その為、表面上は「後進に道を譲る」「体調面の問題」を理由として語っている場合でも、実態としては競走成績や管理馬の実績が上がらない事による厩舎の経営不振によって事実上の自主廃業に追い込まれているケースが見られる。また、これにより中央競馬や一部地方競馬の様に定年制が定められている場合でも、その定年よりもずっと以前の段階で調教師免許を返上する者が時折見られる。
だが、この様な成績不振が原因という、調教師として名を成せなかった者であったとしても、自ら調教師免許を返上する手続きを取って調教師を辞する限りにおいては、マスコミなどでも「勇退」という表現が使用される事が多く、これは政治や他のスポーツなどの世界で用いられる「勇退」と大きく異なる点として挙げられる。
なお、日本中央競馬会の場合、調教師について、定年制度による70歳の2月末日での自動的な免許抹消の場合には「引退」、定年前の自主的な免許返上の場合には「勇退」と表現している。